# گرگوری جبارا
گرگوری جبارا (انگلیسی: Gregory Jbara؛ زادهٔ ۲۸ سپتامبر ۱۹۶۱) یک بازیگر سینما، و هنرپیشه اهل ایالات متحده آمریکا است. وی از سال ۱۹۸۷ میلادی تاکنون مشغول فعالیت بوده‌است.

## گزیده فیلمشناسی
از فیلم‌ها یا برنامه‌های تلویزیونی که وی در آن نقش داشته‌است می‌توان به آثار زیر اشاره کرد.
- مانک
- یگان
- دوستان
- بال غربی (مجموعه تلویزیونی)
- دنیای مالکوم
- مرا بیاد داشته باش (۲۰۱۰)
- رؤیای شب نیمه تابستان (فیلم ۱۹۹۹) (۱۹۹۹)
- درون و بیرون (۱۹۹۷)
- شهر ویران (۲۰۱۳)
- یک روز خوب (۱۹۹۶)